# Michel Corthouts
Michel Corthouts (4 juli 1952) is een Belgisch politicus van de PS.

## Levensloop
Corthouts werd beroepshalve ambtenaar op het ministerie van Nationale Opvoeding en syndicaal afgevaardigde bij de onderwijsafdeling van het CGSP. Van 1993 tot 2017 was hij eveneens directeur-generaal van de Waals-Brabantse afdeling van de Waalse vervoersmaatschappij TEC.
Van 1983 tot 1993 was hij federaal secretaris van de Waals-Brabantse afdeling van de PS, de partij waarvoor Corthouts van 1982 tot 1988 OCMW-raadslid en van 1988 tot 1998 gemeenteraadslid van Geldenaken was. Van 1987 tot 1994 was hij eveneens provincieraadslid van Brabant en van 1994 tot 2018 provincieraadslid van Waals-Brabant. Van maart tot oktober 2000 was Corthouts voorzitter van de Waals-Brabantse provincieraad, van 2000 tot 2006 was hij gedeputeerde van de provincie en van 2006 tot 2012 was hij ondervoorzitter van de provincieraad. Daarnaast is hij sinds 2012 gemeenteraadslid van Hélécine.
In oktober 2018 werd Corthouts lid van de Kamer van volksvertegenwoordigers in opvolging van Stéphane Crusnière, die financieel en administratief directeur van de Régie Communale Autonome van Waver werd. Bij de verkiezingen van 2019 was hij geen kandidaat meer.